# 弘原海清
弘原海 清（わだつみ きよし、1932年8月1日 - 2011年1月3日）は、日本の地球科学者。専門は情報地質学。NPO法人「大気イオン地震予測研究会e-PISCO」を設立し、理事長を務めた。

## 経歴
兵庫県出石町の出身。大阪市立大学大学院理学研究科卒。1966年 大阪市立大学 理学博士 「地史学における火山岩体の取扱について」。 姫路工業大学助教授、大阪市立大学理学部教授などを経て、1993年、大阪市立大学理学部長。
理学部長在職中の1995年1月17日、兵庫県南部地震による阪神・淡路大震災が発生、大阪市立大学阪神大震災学術調査団の団長として、宏観異常現象の収集に取り組む。また、1990年には日本情報地質学会を設立し、初代会長に就任する。
1996年、岡山理科大学に転出し、翌年、新設の総合情報学部教授。「地震危険予知プロジェクトPISCO」を立ち上げた。
2004年、岡山理科大学を退職し、NPO法人大気イオン地震予測研究会e-PISCOを立ち上げ、初代理事長に就任した。
2011年1月3日、心筋梗塞のため兵庫県川西市の自宅で死去。78歳没。

## 著書
- 『大地震の前兆現象 - 空が、大地が、動物が異常を発信する』 河出書房新社 1998年
- 『前兆証言1519! - 阪神淡路大震災1995年1月17日午前5時46分』（編著）東京出版 1996年

## 論文
- 国立情報学研究所収録論文 国立情報学研究所

## 推薦図書
- 田代明美 『震度７を生き抜く - 大震災から命を守るために』（推薦：弘原海 清）時空出版 2011年

## 脚註
1. ↑  弘原海清氏死去（大阪市立大名誉教授・地球環境情報学） 時事通信 2011年1月4日閲覧